# متقلبات غاما
متقلبات غاما (الاسم العلمي: Gammaproteobacteria) هي طائفة من البكتيريا تنتمي إلى شعبة المتقلبات، تضم حوالي 250 جنسًا، مما يجعلها الطائفة الأكثر غنىً بالأجناس بين بدائيات النوى. تنتمي العديد من المجموعات البكتيرية ذات الأهمية الطبية والبيئية والعلمية إلى هذه الطائفة، وجميع أعضائها سالبة الجرام. كما أنها الطائفة الأكثر تنوعًا من الناحية التطورية والفسيولوجية ضمن شعبة الزائفات.
تعيش متقلبات غاما في مجموعة متنوعة من البيئات الأرضية والبحرية، حيث تلعب أدوارًا حيوية مختلفة، بما في ذلك في البيئات القاسية مثل الفوهات الحرارية العميقة. تأخذ هذه البكتيريا أشكالًا مختلفة، مثل العصيات، والعصيات المنحنية، والمكورات، والحلزونات، والخيوط. كما تشمل أنواعًا حرة المعيشة، ومكوّنة للأغشية الحيوية، ومتعايشة، ومتعايشة تكافليًا، وبعضها يتميز بصفة الإضاءة الحيوية.
تتميز متقلبات غاما بتنوع واسع في عمليات الأيض، حيث تضم أنواعًا هوائية ولاهوائية (إجبارية أو اختيارية)، بالإضافة إلى كيميائية التغذية ذاتية التغذية، وكيميائية التغذية العضوية، وذاتية التغذية الضوئية [الإنجليزية]، ومتغايرة التغذية.

## رتب
- المعويات (الاسم العلمي: Enterobacteriales)
- الضميات (الاسم العلمي: Vibrionales)
- القُرْموطِيَّات (الاسم العلمي: Chromatiales)
- (الاسم العلمي: Acidithiobacillales)
- المُسْتَصْفِرَيات (الاسم العلمي: Xanthomonadales)
- (الاسم العلمي: Cardiobacteriales)
- هلبيات الكبريت
- الفَيلَقِيَّات (الاسم العلمي: Legionellales)
- الميثيلِيّات (الاسم العلمي: Methylococcales)
- (الاسم العلمي: Oceanospirillales)
- الزَّوَّافات (الاسم العلمي: Pseudomonadales)
- الآخراوات (الاسم العلمي: Alteromonadales)
- (الاسم العلمي: Aeromonadales)
- الباسْتُورِيلاَّت (الاسم العلمي: Pasteurellales)
- (الاسم العلمي: Salinisphaerales)

## أجناس
- (الاسم العلمي: Alkalimonas)
- (الاسم العلمي: Methylohalomonas)
- (الاسم العلمي: Methylonatrum)
- (الاسم العلمي: Sedimenticola)
- (الاسم العلمي: Simiduia)
- (الاسم العلمي: Solimonas)
- (الاسم العلمي: Spongiibacter)
- (الاسم العلمي: Thiohalomonas)
- (الاسم العلمي: Thiohalophilus)
- (الاسم العلمي: Thiohalorhabdus)

## روابط خارجية
- Gammaproteobacteria في المكتبة الوطنية الأمريكية للطب نظام فهرسة المواضيع الطبية (MeSH).